# 정창우
정창우(1988년 7월 26일 ~ )는 경상북도 예천군 의원이다.

## 약력
- 예천 대창고등학교 졸업
- 안동대학교 행정학 학사
- 국민대학교 정치대학원 의회 지방정치 석사
- 전)경북전문대학교 제40대 총학생회장
- 전)제8대 예천군의회의원
- 전)2022년도 예산결산특별위원회 위원장
- 경상북도의회 예산결산특별전문위원실
- 경상북도의회 예산입법담당관실